# Waterbury, Vermont
Waterbury är en kommun (town) i Washington County i delstaten Vermont, USA med cirka 1 706 invånare (2000). 
Ben & Jerry's huvudfabrik ligger där.

## Kända personer
- William P. Dillingham, politiker.